# Freunde (2021)
Freunde ist ein Film von Rick Ostermann, der im September 2021 beim Festival des deutschen Films seine Premiere feierte.

## Handlung
Sofort nach der Beerdigung seiner an Krebs gestorbenen Frau Anja will Patrick sich das Leben nehmen – in seinem Elternhaus, in das er mit seiner Frau vorübergehend eingezogen war, um den Haushalt der verstorbenen Eltern aufzulösen. Doch da taucht plötzlich Malte auf, sein bester Freund aus Jugendzeiten, den er seit 35 Jahren nicht mehr gesehen hat. Malte versucht, nahtlos an die alte Freundschaft anzuknüpfen. Er hat die Holzfußballspielerfigur aus dem Kickerspiel, die sie Grabowski nannten, mitgebracht. Vor 35 Jahren hatte Malte sie heimlich ausgebaut, aus Wut darüber, dass er gegen Patrick verloren hatte. Der Einsatz war sein geliebtes Moped gewesen. Das war ungewöhnlich, denn Malte war sehr gut im Kickerspielen. Überhaupt macht er sich gern vor, überall der Beste zu sein. Patrick jedoch bleibt zunächst auf Distanz. Die beiden verbringen den Tag und die Nacht im Haus und auf dem ausgedehnten Grundstück. Auf Maltes Initiative wird getrunken, ein Mahl aus überlagerten Resten bereitet, aber vor allen Dingen über die Vergangenheit geredet. Malte war als Jugendlicher oft bei Patrick, dem Sohn des Furnierfabrikanten. Das Anwesen bot so viele Möglichkeiten: See, Baumhaus, Jukebox, Kickerspiel, Golf u. a., die er nicht hatte. Nun erfährt er überrascht, dass nicht nur er Patrick beneidete, sondern auch Patrick Malte. Patrick litt unter seinem Vater, der nichts von ihm hielt. Er neidete Malte, dass der einfach gehen konnte. Als Malte vor 35 Jahren aus der Freundschaftsbeziehung verschwand, wollte er die Welt sehen. Das konnte Patrick auch nicht. Er hatte Anja geheiratet und musste das Unternehmen des Vaters übernehmen, eigentlich hatte er mit Furnieren nichts am Hut. Malte war auf Reisen gewesen. Doch er war zurückgekehrt und hatte es nur zu einem kleinen Buchladen in Stuttgart gebracht, wo er Reiselektüre und Landkarten verkaufte. Auch Patrick war nicht erfolgreich. Die Furnierfabrik musste Insolvenz anmelden. Natürlich machte sein Vater ihn dafür verantwortlich. Anja und er mussten ihre Eigentumswohnung verkaufen. Der Verkauf des elterlichen Anwesens gestaltete sich schwierig wegen inzwischen mangelhaften Bauzustandes.
Malte hat keine Frau, keine Familie. Anja war mit ihm 6 Jahre zusammen, doch dann verliebte sie sich in Patrick. Das war wohl der eigentliche Auslöser für Maltes Weggehen. Er hielt das glückliche Paar nicht aus. Malte erfährt, dass Patrick einen Sohn hat, der 31 Jahre alt ist und als Rockmusiker mit seiner Band in Südamerika seinen Erfolg sucht. Er erfährt auch, dass der Sohn das Ergebnis eines Treffens von Anja mit ihm 1989 in Berlin ist. Patrick erzählt ihm das und ertappt Malte immer wieder bei Notlügen. Patrick hatte Anja den Seitensprung verziehen in Anbetracht der engen Freundschaft zwischen Malte und ihm, Malte aber noch nicht. Malte ist tief getroffen, einerseits der Überführung des Verrates ihrer Freundschaft wegen, andererseits durch das Wissen, einen Sohn zu haben. Er entschuldigt sich. Als er aber will, dass auch Patricks Sohn davon erfährt, wehrt Patrick ab. Er sei nicht der Vater, nur der Erzeuger. Um den Preis der Erhaltung ihrer Freundschaft muss Malte sich zurückhalten und darf keinen Kontakt mit Patricks Sohn aufnehmen, woran er sich auch hält, als zufällig der Sohn anruft und er Patricks Handy in der Hand hat.
Beim Stromern durch das Haus entdeckt Malte auch, dass Patrick kurz davor war, sich das Leben zu nehmen. Er ist entsetzt, vernichtet den Giftcocktail und macht Patrick Vorwürfe, sein Leben einfach wegzuwerfen. Er hätte doch eine Verantwortung für seinen Sohn. Patrick erfährt endlich auch, warum Malte „zufällig“ aufgetaucht ist und ihm somit das Leben gerettet hat. Anja hatte Malte angemailt und ihn gebeten, nach ihrer Beerdigung in das Haus zu kommen.
Patrick hat Abstand von seiner Selbstmordabsicht genommen. Die Freundschaftsbeziehung zu Malte tut ihm gut, nimmt ihm die Hoffnungslosigkeit dieses Lebens nun ohne Anja. Dieser gemeinsame Ausflug in die Vergangenheit hat die Wahrhaftigkeit wieder hergestellt, nachdem die Lügengebäude durch Offenheit einstürzten. Jetzt könnte Patrick ja auch in die Welt gehen. Warum nicht nach Paraguay, dahin ist Malte nicht gekommen? So spielen sie wieder Kicker, nachdem Malte Herrn Grabowski wieder eingebaut hat. Am nächsten Morgen rasiert sich Patrick, während Malte Brötchen holt. Auch Malte fährt mit einem heiteren Gefühl zurück nach Stuttgart.

## Produktion
Regie führte Rick Ostermann, das Drehbuch schrieb David Ungureit, die Filmmusik komponierte Stefan Will.
Ulrich Matthes und Justus von Dohnányi spielen die alten Freunde Malte und Patrick. Matthes war bereits in Ostermanns Film Krieg aus dem Jahr 2017 in der Hauptrolle zu sehen.
Die Dreharbeiten zu dem als „Kammerspiel“ eingeordneten Film fanden vom 14. Juli bis zum 9. August 2020 unter dem Arbeitstitel Immer noch Freunde (aka Golf um halb elf) in Maintal bei Frankfurt statt. Als Kamerafrau fungierte Leah Striker.
Die Premiere erfolgte am 4. September 2021 beim Festival des deutschen Films. Im Oktober 2021 wurde er beim Filmfest Emden-Norderney gezeigt. Im Fernsehen wurde der Film als Beitrag des Hessischen Rundfunks erstmals von der ARD am 20. Oktober 2021 ausgestrahlt.
2023 erschien die Fortsetzung 2 Freunde.

## Rezeption

### Kritiken
Heike Hupertz schreibt in ihrer Kritik in der Frankfurter Allgemeinen Zeitung, Justus von Dohnányi und Ulrich Matthes seien zwar die einzigen Wesen aus Fleisch und Blut, die in dem Film auftreten, doch verwandelten sie Freunde in einen magischen Fernsehmoment, in diesem Zweipersonenkammerspiel mit Dialogen, „in denen es nicht nur auf jedes Wort ankommt, sondern auch auf jede Geste, jeden Blick, Tonfall, jeden Anflug von profundem Humor, auf jede Lüge genau so wie auf jede Einsicht, auf das Ungesagte wie das Ungetane“. Hupertz hebt dabei die ihrer Ansicht nach hervorragende Kameraarbeit von Leah Striker und das Szenenbild von Anette Reuther hervor, das hier ein „Hauptdarsteller“ sei. Martina Kalweit bestätigt auf der Website Tittelbach.tv diese Einschätzung und weitet Hupertz' Lob auf die Requisiteure Christoper Dey, Richard Wengerter und Benjamin Boyle aus.
Claudia Tieschky schreibt in der Süddeutschen Zeitung, Freunde habe einen wunderbaren Rhythmus: „auf Provokation folgt Spiel und dann Ausruhen bis zur nächsten Runde.“ Drehbuchautor David Ungureit habe schon in dem Film Bist du glücklich? gezeigt, wie gut er Dramen ins Offene führen könne, und auch in Freunde gelinge es ihm, „die Choses de la vie federleicht zu erzählen“. So sei Freunde ein Film von seltener Eleganz, durchflutet von Jazz, Verrücktheiten und Licht.

### Einschaltquoten
Die Erstausstrahlung von Freunde wurde am 20. Oktober 2021 in Deutschland von 2,14 Millionen Zuschauern gesehen und erreichte einen Marktanteil von 7,7 % für Das Erste. Aus der Zielgruppe der 14- bis 49-jährigen verfolgten 0,34 Millionen Zuschauer das Filmdrama, was einem Marktanteil von 5,5 %. entsprach.

### Auszeichnungen
Fernsehfilmfestival Baden-Baden 2021
- Nominierung für den Fernsehfilmpreis der Deutschen Akademie der Darstellenden Künste
- Nominierung für den 3sat-Publikumspreis[8]

Festival des deutschen Films 2021
- Nominierung für den Rheingold-Publikumspreis[9]

Filmfest Emden-Norderney 2021
- Nominierung für den Creative Energy Award (Rick Ostermann)[10]

Grimme-Preis 2022
- Nominierung in der Kategorie Fiktion